# Multipurpose Assault Craft
Les MultiPurpose Assault Craft (MPAC) sont une classe de navires d'assaut d'attaque rapides développée pour la marine philippine. Conçus à l'origine pour transporter des troupes à grande vitesse, puis les débarquer sur la plage, ils ont depuis élargi leurs rôles pour inclure l'interdiction, la guerre de surface et la recherche et le sauvetage.
Au total 42 bateaux devraient être construits pour la marine . 12 ont été achevés en septembre 2019. La version Mk 3 du MPAC est le premier bateau de l'histoire de la marine philippine à être officiellement armé de missiles.

## Conception
La coque des MPAC est en alliage d'aluminium  et est propulsée par des hydrojets. Ils ont une autonomie de 560 kilomètres, une vitesse maximale de 40 à 47 nœuds, comptent un équipage de 5 à 7 marins et peuvent embarquer 8 à 16 soldats entièrement équipés.
Les Mk 1 et Mk 2 peuvent déployer une rampe d'assaut mais cette fonctionnalité a été supprimée sur les versions ultérieures.

## Construction

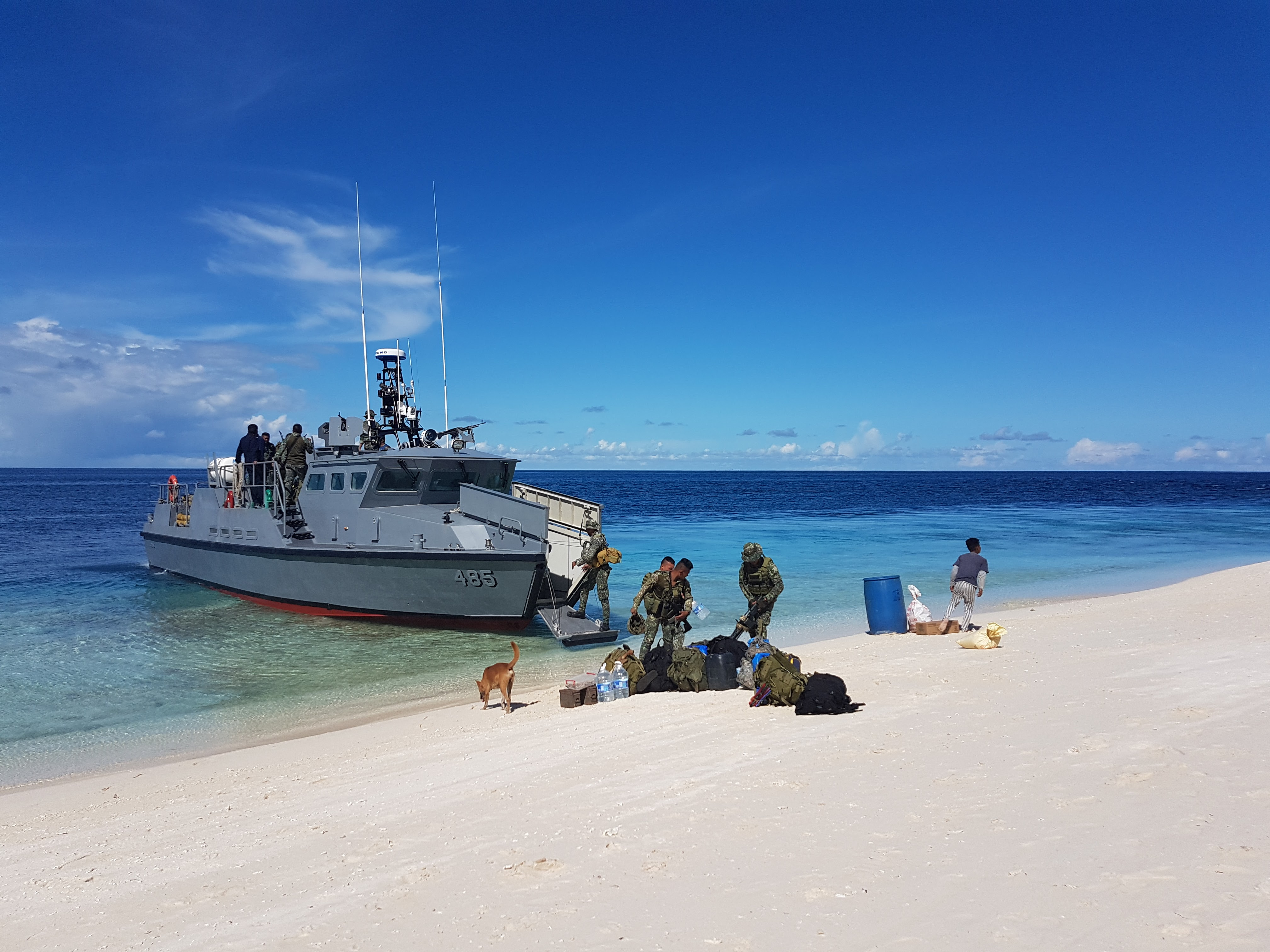
Un MPAC Mk 2 faisant un débarquement sur la plage de l'île de Panguan, Tawi-Tawi

En 2009 la marine philippine a commandé le premier lot de trois navires à une société taïwanaise dont l'identité n'a jamais été révélée. Cependant, les spéculations indiquent que le fabricant pourrait être la société taïwanaise Lung Teh Shipbuilding Co. Ltd. Ces trois premiers navires ont été mis en service lors du 111e anniversaire de la marine philippine le 22 mai 2009. Ces bateaux sont connus sous le nom de versions Mk 1.
En 2011, trois MPAC supplémentaires désignés Mk 2 ont été construits, légèrement plus grands que les trois navires précédents. Ces navires ont cette fois été construits par la société philippine Propmech Corp. Le premier de ce deuxième lot de MPAC a été mis en service lors du 114e anniversaire de la marine philippine le 22 mai 2012. Les deux navires suivants ont été mis en service le 6 août 2012.
En 2016, Propmech a de nouveau été mandaté pour construire trois autres navires pour 1,86 million de dollars américains (90 millions de PHP) chacun et la livraison a été prévue pour avril 2017. Les navires, désignés comme versions Mk 3, sont arrivés sans leurs armements et ont été mis en service le 22 mai 2017 dans le cadre de la  Force de combat littorale de la flotte philippine.
En septembre 2017, le ministère de la Défense nationale (DND) a lancé un appel d'offres pour l'acquisition de trois navires supplémentaires basés sur la plate-forme Mk 3. Le budget est fixé à 1,77 million de dollars chacun (90 millions de PHP), sans l'armement.
L'appel d'offres pour ces bateaux a été clos en juillet 2018 tandis que la construction a commencé en novembre 2018. Ceux-ci ont ensuite été livrés en août 2019 et mis en service le mois suivant en septembre 2019.
Ce quatrième lot a également été désigné comme faisant partie de la version Mk 3 et devrait être armé de missiles Spike ER d'ici le dernier trimestre de 2020.

## Histoire opérationnelle

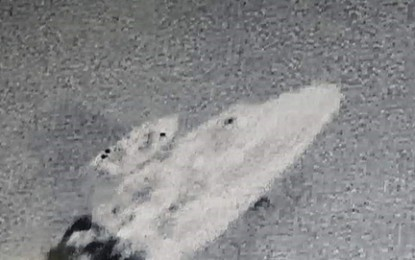
Un MPAC Mk 3 intercepte un bateau à moteur bimoteur utilisé par Abu Sayyaf, entraînant la mort de 7 terroristes près de Parang, Sulu. Photo prise depuis l'hélicoptère AgustaWestland AW109 de l'armée de l'air philippine le 3 novembre 2020

En mai 2010, les MPAC ont vu pour la première fois le combat lorsqu'ils ont été utilisés pour transporter des machines de votes à Basilan où ils essuyèrent des tirs de mortier intenses des rebelles du Front de libération islamique Moro (MILF) qui tentaient de saboter l'élection.
En septembre 2013, lors de la crise de la ville de Zamboanga, quatre MPAC ont été utilisés pour patrouiller près les villages côtiers de la ville de Zamboanga et empêcher les sympathisants du Front de libération nationale Moro (MNLF) à Basilan et Sulu de renforcer leurs troupes à Zamboanga.
Le 3 novembre 2020, 2 MPAC Mk 3 (BA-491) et (BA-493) interceptent et tuent sept kidnappeurs d'Abu Sayyaf dans une poursuite près de Parang, Sulu. Un hélicoptère d'attaque léger AgustaWestland AW109 de l'armée de l'air philippine a également participé à l'opération,.

## Sous-classes
- Mk 1:
Version de production originale avec un total de trois construits par Lung Teh Shipbuiling Co[21].
- Mk 2:
Deuxième version de production avec trois bateaux construits par Propmech Corp. Cette version est plus longue de 2 m que le Mk 1 et se différencie par la forme différente du poste de pilotage et l'emplacement des 3 mitrailleuses[22].
- Mk 3:
Retrait de la rampe d'assaut, capable d'opérer en mer jusqu'à force 5[9] et armée de missiles Spike-ER, d'une mitrailleuse de calibre 12,7 mm Mini-Typhoon [23] et de deux mitrailleuses de calibre 7,62 mm[24]. Les missiles Spike et la tourelle Mini-Typhoon sont devenus opérationnels pour la première fois avec le Mk 3 en août 2018[2].
- Mk 4:
 Équipés de missiles Spike ER [25] et de mitrailleuses de calibre .50[13]. Comme pour les Mk 3, la rampe d'assaut est supprimée[26].

## Navires de la classe
| Numéro de fanion | Mis en service | Désarmé | Statut |
| Mk 1             | Mk 1           | Mk 1    | Mk 1   |
| ---------------- | -------------- | ------- | ------ |
| BA-482           | 22 mai 2009    |         | actif  |
| BA-483           | 22 mai 2009    |         | actif  |
| BA-484           | 22 mai 2009    |         | actif  |
| Mk 2             |                |         |        |
| BA-485           | 22 mai 2012    |         | actif  |
| BA-486           | 6 août 2012    |         | actif  |
| BA-487           | 6 août 2012    |         | actif  |
| Mk 3             |                |         |        |
| BA-488           | 22 mai 2017    |         | actif  |
| BA-489           | 22 mai 2017    |         | actif  |
| BA-491           | 22 mai 2017    |         | actif  |
| BA-492           | 23 sept. 2019  |         | actif  |
| BA-493           | 23 sept. 2019  |         | actif  |
| BA-494           | 23 sept. 2019  |         | actif  |

## Galerie

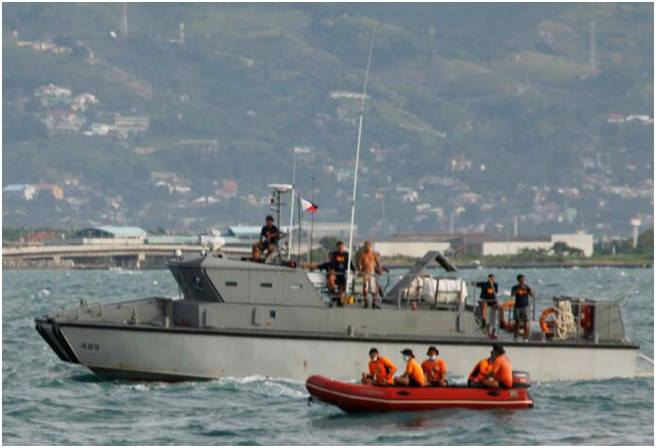
Un MPAC Mk 1
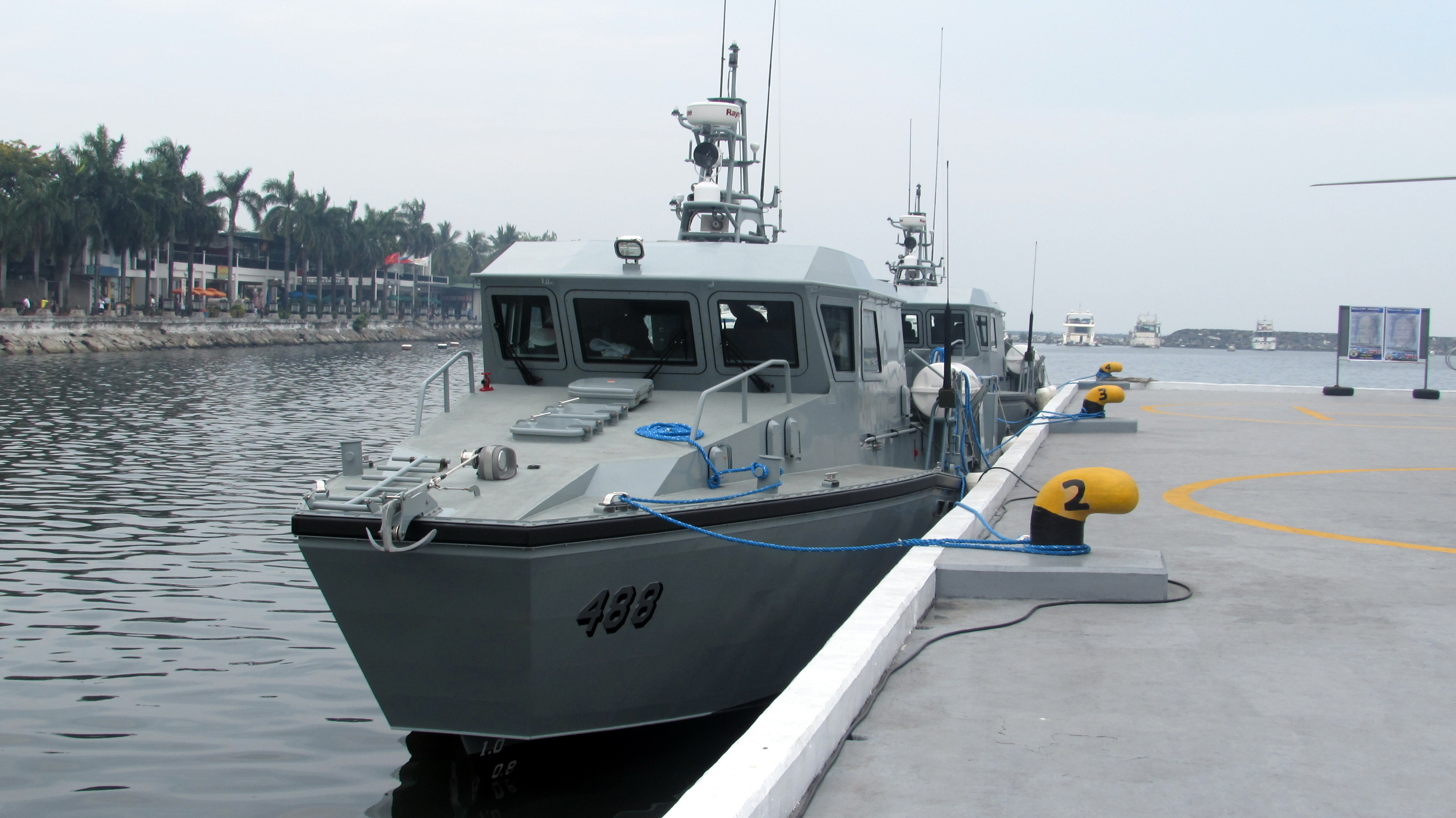
Un MPAC Mk 3 à la base navale Jose Andrada de Manille
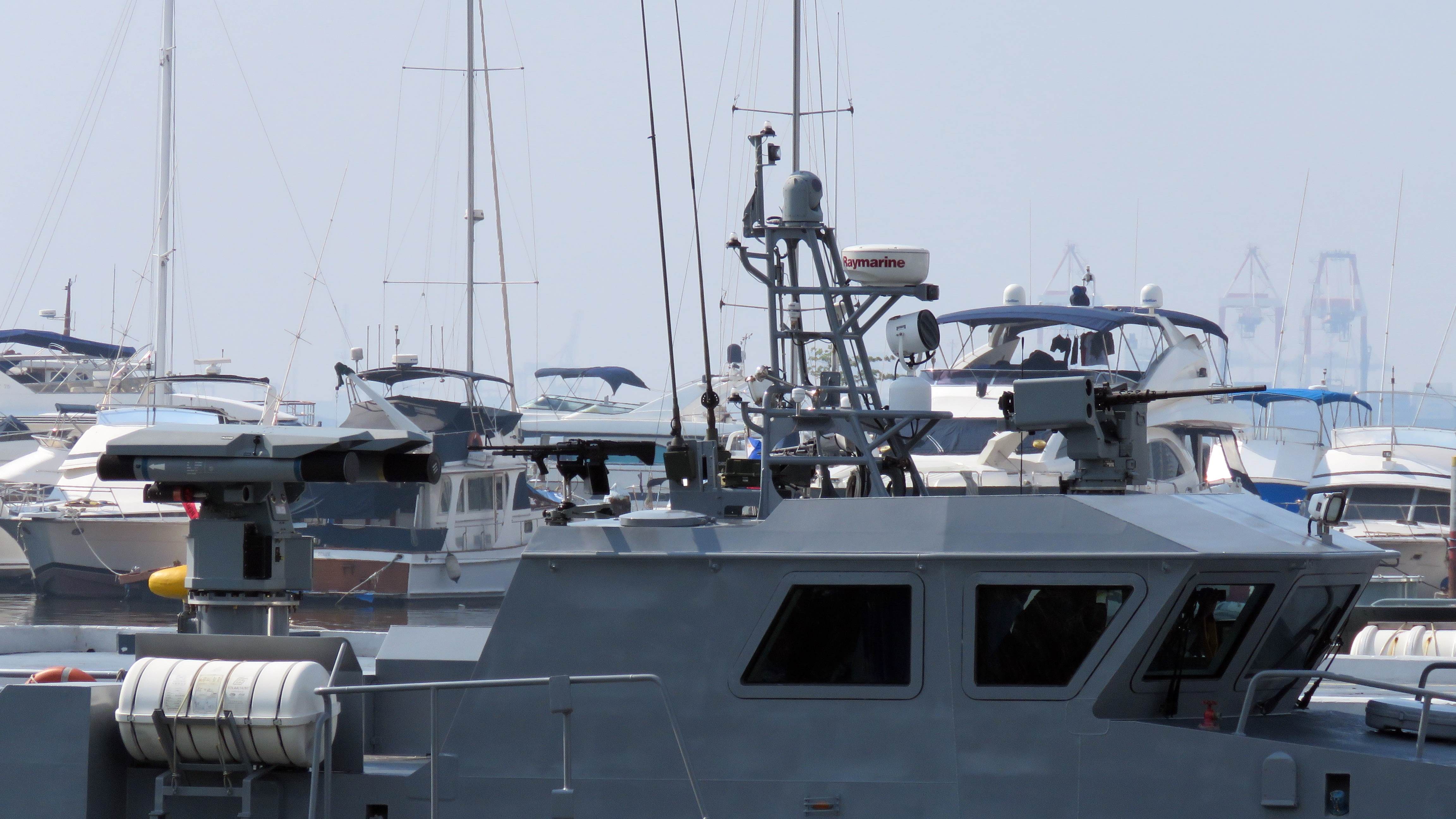
Le lanceur SPIKE d'un MPAC Mk 3
- Un MPAC Mk 3 sur le départ
- Un MPAC Mk 3 à la base navale Jose Andrada de Manille

## Voir également
- Liste des navires de la marine philippine